# Жариков, Дмитрий Витальевич
Дми́трий Вита́льевич Жа́риков (20 марта 1992, Новокузнецк, Россия) — российский хоккеист, игравший на позиции левого нападающего. Воспитанник новокузнецкого «Металлурга». В 2009 году перешёл в систему клуба «Витязь» (Чехов). В сезоне 2009/10 играл сыграл за основную команду 8 матчей в Континентальной хоккейной лиге (КХЛ). Выступал преимущественно за молодёжную команду «Русские Витязи». В 2012 году провёл 7 игр за фарм-клуб в Высшей хоккейной лиге (ВХЛ) «Рязань». Сезон 2011/12 стал последним в карьере хоккеиста, после которого он фактически завершил свою игровую карьеру.

## Карьера
Дмитрий Жариков является воспитанником новокузнецкого «Металлурга». Первым тренером хоккеиста был Антон Анатольевич Зенин. Вместе с детско-юношеской командой «Металлург» Жариков регулярно становился победителем регионального первенства Сибири и Дальнего Востока и участвовал в финальных турнирах чемпионата России по своему возрасту. В 2009 году он вместе с командой добился победы на чемпионате России своего возраста, что стало впервые в истории новокузнецкого хоккея. «Металлург» не рассматривал Жарикова для игры во второй команде и не стал удерживать у себя нападающего. Дмитрий отправился на просмотр в молодёжную команду «Русские Витязи». Новокузнечанин успешно провёл межсезонье, и с ним был подписан полноценный контракт. Начало сезона 2009/10 Жариков начинал в Молодёжной хоккейной лиге (МХЛ), но в ноябре 2009 года был вызван в «Витязь» для игры в Континентальной хоккейной лиге (КХЛ). 11 ноября он сыграл свой первый матч в КХЛ, против СКА, отметившись в игре силовым приёмом против Максима Сушинского. Всего в том сезоне Жариков сыграл 8 матчей за «Витязь», в которых не набрал результативных баллов. Следующие сезоны новокузнечанин не вызывался в основную команду, проводя матчи в МХЛ. При этом по итогам чемпионатов снижалась результативность нападающего. В 2012 году «Витязь» командировал Жарикова в фарм-клуб в Высшей хоккейной лиге (ВХЛ) «Рязань». За 7 матчей в ВХЛ нападающий не набрал ни одного очка, тем самым, он набирал результативные баллы исключительно на молодёжном уровне. Сезон 2011/12 стал последним в карьере хоккеиста, после которого он фактически завершил свою игровую карьеру.

## Статистика
| Легенда | Легенда                    | Легенда | Легенда                   | Легенда | Легенда    |
| ------- | -------------------------- | ------- | ------------------------- | ------- | ---------- |
| И       | Количество проведённых игр | Штр     | Штрафное время            | +/−     | Плюс-минус |
| Г       | Голы                       | П       | Голевые передачи          | О       | Очки       |
| -       | Статистика неизвестна      | —       | Статистика не учитывалась |         |            |